# Tsjintoelovo
Tsjintoelovo (Bulgaars: Чинтулово) is een dorp in Bulgarije. Het is gelegen in de gemeente Sliven, oblast  Sliven en telde op 31 december 2018 zo’n 1.353 inwoners. De oude naam van het dorp is  Kasoemovo  (Bulgaars: Касъмово).

## Bevolking
Op 31 december 2018 telde het dorp 1.353 inwoners. In tegenstelling tot overige plattelandsgebieden in Bulgarije heeft het dorp Tsjintoelovo een bevolkingstoename, voornamelijk als gevolg van de hoge geboortecijfers onder de etnische Roma in het dorp. Volgens de optionele volkstelling van 2011 vormen Roma 52,3% van de bevolking, terwijl etnische Bulgaren 47,1% vormen.
| dorp Tsjintoelovo | 635 | 689 | 742 | 736 | 835 | 943 | 1.031 | 1.042 | 1.297 | 1.353 |

Het dorp heeft een jonge leeftijdsopbouw. Kinderen tot de leeftijd van 15 jaar vormen bijna 30% van de bevolking, terwijl 65-plussers 10,3% vormen (op 1 februari 2011).

## Religie
Nagenoeg alle inwoners zijn christelijk, met name lid van de Bulgaars-Orthodoxe Kerk. 
In 1905 is een klooster, genaamd ‘ St. Profeet Elia’, opgericht in het dorp. Na het overlijden van de laatste zusters in 1965 raakte het klooster in onbruik. Later, in 1999, zijn restauratiewerkzaamheden gestart. In 2006 was het klooster volledig gerestaureerd. 